# Jonas Gelsen
Jonas Gelsen (4 de septiembre de 2001) es un deportista alemán que compite en remo. Ganó una medalla de bronce en el Campeonato Europeo de Remo de 2024, en la prueba de doble scull.

## Palmarés internacional
| Campeonato Europeo | Campeonato Europeo | Campeonato Europeo | Campeonato Europeo |
| Año                | Lugar              | Medalla            | Prueba             |
| ------------------ | ------------------ | ------------------ | ------------------ |
| 2024               | Szeged (Hungría)   | Medalla de bronce  | Doble scull        |